# Martí Alegre i Puig
Martí Alegre i Puig   (Terrassa, 9 de novembre de 1875 - Terrassa, 17 d'abril de 1917) fou un intel·lectual terrassenc. Escriptor, polític, catalanista i fundador de l'Avenç Autonomista. També va ser director de coral i compositor.
Fou també un personatge influent durant les etapes culturals i artístiques del modernisme i el noucentisme a Terrassa. Va fundar el diari Cap a l'ésser. El 1907 va estrenar l'obra de teatre Purificació al Teatre Principal de Terrassa. El 1908, amb Joan Solà Mestres Rafael Folch i Capdevila van fundar la societat Solà, Alegre i Cia, que va produir alguns reportatges cinematogràfics, com Els nois de l’Agrupació, L’esquadra anglesa o El Tibidabo.
A Martí Alegre i Puig se li va dedicar un carrer amb el seu nom a Terrassa l'any 1998. Es dona la circumstància que Alegre fou qui va adquirir el primer cotxe matriculat que va córrer pels carrers de Terrassa el novembre de 1904.